# 通滴太上王
通滴上王殿下（？—1769年）是泰國阿瑜陀耶王國的一位貴族，他是扎克里王朝建立者帕佛陀約華朱拉洛（拉瑪一世）之父。
名通滴（ทองดี），來自烏泰他尼府，是披耶·拉差尼坤 (通坎)之子，具有孟族血統，為那萊王時期著名外交官戈沙班的後代。阿瑜陀耶王國時代，通滴擔任「拍阿克孫順通沙」（พระอักษรสุนทรศาสตร์）這個官職，這個官職相當於掌璽大臣、負責管理暹羅北部的皇家秘書。
扎克里王朝建立後，一世王帕佛陀約華朱拉洛追贈給他「颂德拍巴通波龙拉差冲诺」（สมเด็จพระปฐมบรมมหาชนก）這個頭銜。